# Joann Lõssov
Joann Lõssov   (Tallinn, 10 de setembre de 1921 - Tallinn, 3 d'agost de 2000) fou un jugador de bàsquet estonià que va competir sota bandera de la Unió Soviètica durant les dècades de 1940 i 1950.
El 1952 va prendre part en els Jocs Olímpics d'Estiu de Hèlsinki, on guanyà la medalla de plata en la competició de bàsquet. En el seu palmarès també destaquen dues medalles d'or en el Campionat d'Europa de bàsquet, el 1947 i 1951. En l'edició de 1947 fou escollit el millor jugador del campionat.
A nivell de clubs jugà al Kalev Tallinn i amb l'USK Tartu, amb qui guanyà el campionat soviètic de 1949. Guanyà el campionat de la RSS d'Estònia de bàsquet de 1944 a 1947 i el 1955. Una vegada retirat va treballar com a entrenador de l'equip femení de la Unió Soviètica entre el 1953 i el 1958.
El 2010 va ser inclòs al Saló de la Fama del Bàsquet d'Estònia.